# Ceroplastes hodgsoni
Ceroplastes hodgsoni är en insektsart som först beskrevs av Matile-ferrero och Le Ruyet 1985.  Ceroplastes hodgsoni ingår i släktet Ceroplastes och familjen skålsköldlöss. Inga underarter finns listade i Catalogue of Life.